# Jesper Ylivainio
Jesper Ylivainio, född 7 februari 1997 i Övertorneå, Norrbottens län, är en svensk professionell ishockeyspelare (forward). Hans moderklubb är Övertorneå HF.